# جائزة إنديانابوليس الكبرى
جائزة إنديانابوليس الكبرى هو سباق ضمن سلسلة إندي كار يقام في إنديانابوليس موتور سبيدواي في منطقة سبيد واي في إنديانا. يقام السباق في أوائل شهر مايو.
تجري أحداث السباق في حلبة معدلة كانت تستخدم في السابق لسباقات جائزة الولايات المتحدة الكبرى وسباق الجائزة الكبرى للدراجات النارية وجائزة إنديانابوليس للدراجات النارية.

## الفائزين السابقين

### سلسلة إندي كار
| الموسم | التاريخ | السائق         | الفريق                  | الهيكل  | المحرك   | سباق المسافات | سباق المسافات    | سباق الزمن | متوسط السرعة (ميل/س) | التقرير |
| الموسم | التاريخ | السائق         | الفريق                  | الهيكل  | المحرك   | اللفات        | ميل (كم)         | سباق الزمن | متوسط السرعة (ميل/س) | التقرير |
| ------ | ------- | -------------- | ----------------------- | ------- | -------- | ------------- | ---------------- | ---------- | -------------------- | ------- |
| 2014   | مايو 10 | سيمون باغيناود | Sam Schmidt Motorsports | Dallara | هوندا    | 82            | 199.998 (321.85) | 2:04:24    | 96.463               | 2014    |
| 2015   | مايو 9  | ويل باور       | فريق بنسك ‏              | Dallara | شيفروليه | 82            | 199.998 (321.85) | 1:42:42    | 116.842              | 2015    |

### فائزو إندي لايت

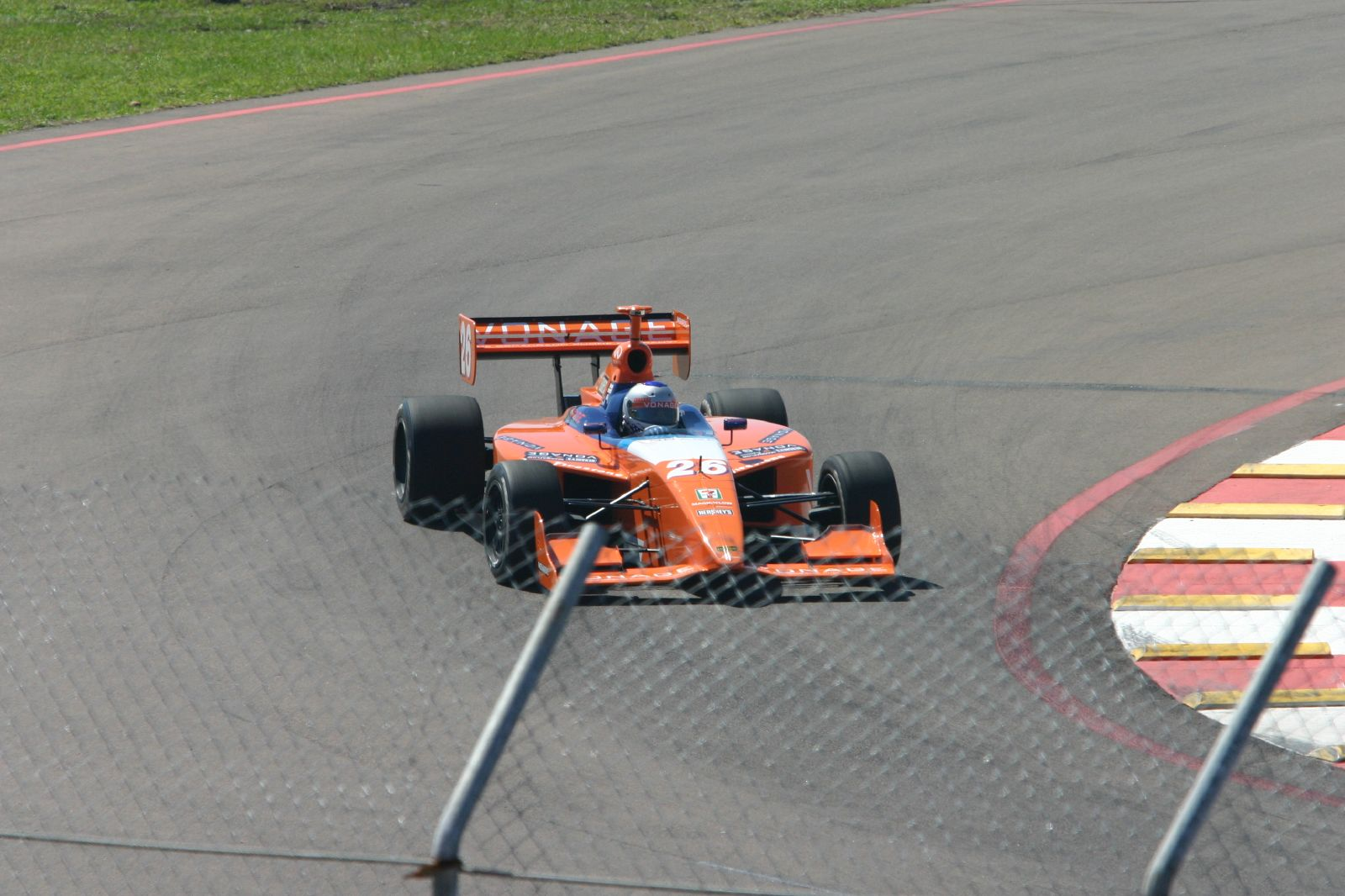
In 2005 ماركو اندريتي won the first Indy Lights race on the Indianapolis road course (then known as the Liberty Challenge)

| الموسم      | التاريخ  | السائق الفائز | الفريق الفائز                |
| ----------- | -------- | ------------- | ---------------------------- |
| 2005        | يونيو 18 | ماركو اندريتي | Andretti Green Racing        |
| 2006        | يوليو 1  | أليكس لويد ‏   | Gary Peterson                |
| 2007        | يونيو 16 | Hideki Mutoh  | Super Aguri Panther Racing   |
| 2007        | يونيو 17 | بوبي ويلسون   | Brian Stewart Racing         |
| 2008 – 2013 | Not held | Not held      | Not held                     |
| 2014        | مايو 9   | ماثيو برابهام | Andretti Autosport           |
| 2014        | مايو 10  | Luiz Razia    | Schmidt Peterson Motorsports |
| 2015        | مايو 8   | جاك هارفي     | Schmidt Peterson Motorsports |
| 2015        | مايو 9   | Sean Rayhall  | 8 Star Motorsports           |

### فائزو برو مازدا
| الموسم | التاريخ | السائق الفائز    | الفريق الفائز      |
| ------ | ------- | ---------------- | ------------------ |
| 2014   | مايو 9  | سكوت هارجروف     | Cape Motorsports   |
| 2014   | مايو 10 | سكوت هارجروف     | Cape Motorsports   |
| 2015   | مايو 7* | Weiron Tan       | Andretti Autosport |
| 2015   | مايو 8  | Timothé Buret    | Juncos Racing      |
| 2015   | مايو 9  | Santiago Urrutia | Team Pelfrey       |

- عقدت السباق في 7 مايو بديل عن السباق الذي ألغي في نولا بسبب المطر.

### فائزو يو إس إف 2000
| الموسم | التاريخ | السائق الفائز      | الفريق الفائز                             |
| ------ | ------- | ------------------ | ----------------------------------------- |
| 2014   | مايو 9  | Will Owen          | Pabst Racing Services                     |
| 2014   | مايو 10 | Adrian Starrantino | JAY Motorsports                           |
| 2015   | مايو 8  | Nico Jamin         | Cape Motorsports with Wayne Taylor Racing |
| 2015   | مايو 9  | Nico Jamin         | Cape Motorsports with Wayne Taylor Racing |

## وصلات خارجية
- الموقع الرسمي

| سبقه إندي جائزة ألباما الكبرى | السلسلة سلسلة إندي كار | تبعه إنديانابوليس 500 |